# Tsalka
Tsalka (georgiska: წალკა, armeniska: Ծալկա, grekiska: Τσάλκα) är en stad i regionen Nedre Kartlien i södra Georgien. Tsalka är även huvudort för distriktet Tsalka.